# Cesare Uva

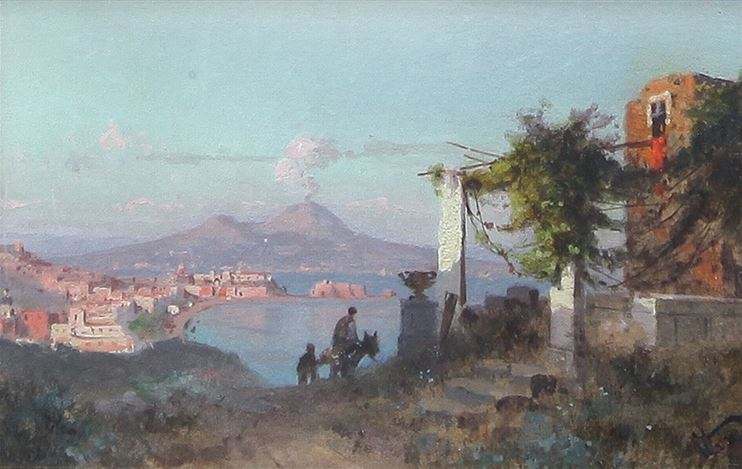
Zicht op de Vesuvius, door Cesare Uva

Cesare Uva (Avellino, 11 november 1824 – Napels, 16 februari 1886) was een kunstschilder van de School van Posillipo. Dit was een groep van 19e-eeuwse kunstschilders verbonden aan de Koninklijke Academie voor Beeldende Kunst in Napels, in het Koninkrijk der Beide Siciliën.

## Levensloop
Uva volgde een opleiding tot kunstschilder bij Gabriele Smargiassi in Napels, en nadien aan de Koninklijke Academie voor Beeldende Kunst. Hij verbleef zijn verder leven in Napels. Zijn schilderijen hebben als onderwerpen genretaferelen en landschappen. De keuze van landschappen koos hij uit de omgeving van Napels. Zo gaat het onder meer om zichten op de Baai van Napels en op Pompeï. Hij exposeerde in Napels en buiten de Beide Siciliën.
Na zijn overlijden zijn zijn schilderijen te vinden in verschillende musea en kerken van Zuid-Italië, onder meer in het Koninklijk Paleis van Caserta.